# Emir Spahić
Emir Spahić, född 18 augusti 1980 i Dubrovnik, Jugoslavien, är en bosnisk för detta fotbollsspelare (mittback) som spelade för klubbar som Hamburger SV, Bayer Leverkusen, Sevilla, Montpellier och Lokomotiv Moskva.
Spahić spelade också för det bosniska fotbollslandslaget där han under en tid var lagkapten.

### Webbkällor
- Emir Spahić på Soccerway (engelska)
- Emir Spahić på National-Football-Teams.com (engelska)